# Euoplos dignitas
Euoplos dignitas — вид мігаломорфних павуків родини Idiopidae. Описаний у 2023 році.

## Відкриття та назва
Зразки Euoplos dignitas були вперше науково описані в 2023 році, хоча інші зразки були помічені ще в 1960-х роках, а вид був вперше виявлений на початку 20 століття. Він не був названий і науково описаний до 2023 року через відсутність досліджень. Перший чоловічий екземпляр був зібраний у 2021 році, що дозволило дослідникам визначити, що це новий вид.
Його наукова назва dignitas походить від латинського слова, що означає «гідність» або «велич», а також віддає належне проекту DIG (одному зі спонсорів дослідження, яке знайшло та каталогізувало цей вид).

## Поширення
Ендемік Австралії. Трапляється у відкритих лісистих місцевостях навколо Ейдсволда та Монто в регіоні поясу Брігалоу у Центральному Квінсленді. Під час триденних пошуків у 2021 роціу травні була виявлена лише одна популяція на кількох сотнях метрів узбіччя, і більшість колишніх місць існування було знищено та перетворено на сільськогосподарські угіддя . За словами вчених, велика частина їхнього середовища існування була втрачена, тому, ймовірно, це зникаючий вид.

## Опис
Самиці виростають до 5 см, самці до 3 см в довжину. Карапакс самиць червоно-бурий, самців жовто-червоний, черевце сіро-буре.

## Екологія
Павук риє нори з люками в багатому чорному ґрунті. Самець, як правило, живе в своїй норі 5-7 років, перш ніж досягти статевого дозрівання і вийти на пошуки пари. Самиці живуть у норі все своє життя. Самці живуть недовго після досягнення статевої зрілості, а самиці можуть жити більше 20 років у дикій природі. Euoplos dignitas будує з листя «пастки» для лову комах, розміри таких пасток від 1,5 см до 3 см в діаметрі.